# Wirtschaftsforum der SPD
Der Wirtschaftsforum der SPD e. V. ist nach eigener Darstellung ein unabhängiger unternehmerischer Berufsverband, der für gegenseitiges Verständnis und offene Kommunikation zwischen Unternehmen und der Politik im Allgemeinen sowie politischen Entscheidungsträgern der Sozialdemokratischen Partei Deutschlands im Besonderen sorgen will. Ihm gehören Privatpersonen, Unternehmen und Verbände aus allen Branchen an.

## Ziele
Das Wirtschaftsforum der SPD hat sich nach eigener Darstellung die Förderung und Weiterentwicklung der Sozialen Marktwirtschaft im 21. Jahrhundert zur Aufgabe gesetzt. Es begreift nachhaltigen und innovativen ökonomischen Erfolg als Ergebnis des Zusammenwirkens von wirtschaftlichem und sozialem Fortschritt.

## Geschichte
Das Wirtschaftsforum der SPD wurde im Februar 2015 vom ehemaligen Vorstandsvorsitzenden der TUI AG, Michael Frenzel und einigen Mitstreitern gegründet. Frenzel amtierte bis 2021 als Präsident des Wirtschaftsforums. Anschließend wurde er zum Ehrenpräsidenten ernannt. Seit 2021 ist Ines Zenke Präsidentin des Wirtschaftsforums.

## Finanzierung und Organisation
Das Wirtschaftsforum finanziert sich aus Eigenmitteln. Umgekehrt ist jedweder Mittelabfluss zu einer politischen Partei durch die Satzung ausdrücklich verboten. Über den gemeinsamen Wertekanon hinaus bestehen keinerlei finanzielle, organisatorische oder operative Verbindung zwischen dem Wirtschaftsforum und der Sozialdemokratischen Partei Deutschlands.